# Борд, Шарль
Шарль Борд (фр. Charles Bordes; 12 мая 1863, Вувре — 8 ноября 1909, Тулон) — французский музыковед, композитор и музыкальный педагог.
Окончил Парижскую консерваторию, ученик Антуана Мармонтеля (фортепиано) и Сезара Франка (композиция).
В 1887—1890 гг. органист и капельмейстер собора в Ножане. Затем на протяжении многих лет органист парижской церкви Сен-Жерве, основал при ней хоровой ансамбль, с 1892 г. проводил ежегодные Святые недели (фр. Les semaines saintes de Saint-Gervais), в ходе которых исполнялись французские и итальянские мессы эпохи Ренессанса.
В середине 1890-х гг. выступил одним из основателей парижской Schola Cantorum. Затем стоял у истоков аналогичных музыкальных учебных заведений в Авиньоне (1899) и Монпелье (1905). В Монпелье в 1906 году организовал первый во Франции Конгресс народной песни (фр. Congrès du chant populaire).
Опубликовал сборник баскских народных песен (фр. Archives de la tradition basque; 1890). Автор вокальных сочинений (особенно на стихи Поля Верлена), церковной музыки, фортепианных пьес.